# Оршанська операція
Оршанська операція — фронтова наступальна операція, що проводилася військами Західного фронту під командуванням генерала армії Соколовського В. Д. в період з 12 жовтня по 2 грудня 1943 року з метою розгрому оршанського угруповання супротивника в Білорусі.
Війська Західного фронту після успішного проведення Смоленської наступальної операції намагалися продовжити наступ на Оршанському напрямку, розпочинаючи з 12 жовтня 1943 року. Радянські війська організували та провели у визначений період 4 повномасштабних спроби прорвати оборонні позиції німецьких військ та опанувати районом міста Орша. Однак, ці намагання, попри колосальних втрат, призвели до мізерного результату — Червона армія просунулася на захід усього на кілька кілометрів, й з 2 грудня війська Соколовського В. Д. перейшли до оборони для підготовки більш потужного удару. Однак і через два місяці в наступній, Вітебській операції, успіх досягнутий не був.